# Fédération de l’industrie du béton
 (juillet 2025).
 (juillet 2025).
La Fédération de l’Industrie du Béton (FIB) est une organisation professionnelle, fondée en 1959 à Paris, dont l’objectif est de représenter et d’accompagner en France les entreprises et industriels fabricants de produits et systèmes préfabriqués en béton,. La fédération est présidée par Bertrand Bedel,.
La FIB fait partie de la Filière Béton,. Elle est la seule organisation représentative du secteur de la préfabrication en béton.
Elle co-gère la convention collective « Carrières et Matériaux ».

## Histoire
La Fédération de l’Industrie du Béton (FIB) a pour mission de promouvoir les intérêts des entreprises et des industriels fabricants de produits et systèmes préfabriqués en béton.
En 1967, la FIB demande aux pouvoirs publics la création d’un centre technique industriel spécifique à sa profession. Le Centre d’études et de recherches de l’industrie du béton (CERIB) est créé par l’arrêté du 5 janvier 1968.
Après avoir quitté l’Union nationale des industries de carrières et matériaux de construction (UNICEM), la fédération prend son indépendance et une nouvelle FIB est créée en 1992.
En 2004, la FIB représente 740 entreprises produisant 28,9 millions de tonnes de produits en béton par an.
En 2016, l’Industrie du Béton compte 550 entreprises. Celles-ci emploient près de 18 000 salariés sur plus de 650 sites de production en France.
En 2020, la FIB adhère à France Industrie,.
Le 18 février 2020, Agnès Pannier-Runacher, secrétaire d’État, Bertrand Bedel, président de la Fédération de l’Industrie du Béton, Philippe Gruat, président du CERIB, et Gilles Bernardeau, directeur général du CERIB signent le Contrat d’objectifs et de performance (COP) pour la période 2020-2024,. Le COP 2020-2024 fait suite à la mission Cattelot-Grandjean-Tolo et répond aux engagements pris par France Industrie ainsi qu’aux enjeux des politiques publiques,.
En 2020, les entreprises membres de la FIB représentent un total de 2,48 milliards d'euros de chiffre d’affaires et emploient 18 000 personnes.
En 2023, le chiffre d’affaires de l’Industrie du Béton est de 3,18 milliards d’euros.
En 2024, la Fédération de l'Industrie du Béton (FIB), le CERIB et le ministère de l'Économie, des Finances et de la Souveraineté industrielle, à travers Roland Lescure, ministre chargé de l’Industrie, signent le 7 juin 2024 le Contrat d'objectifs et de performance (COP) sur la période 2024-2027 avec l'État. Ce contrat engage notamment la filière sur la décarbonation du secteur.

## Missions
La FIB a pour missions de promouvoir et défendre les intérêts et les spécificités des industriels fabricants de produits préfabriqués en béton travaillant à destination des marchés du bâtiment, des travaux publics, de l’environnement et du génie civil. Elle représente 100 % d’entreprises françaises TPE, PME, PMI et ETI locales,.
La FIB assure la représentation du secteur industriel de la préfabrication béton auprès des pouvoirs publics, des collectivités locales et de son environnement professionnel,.
Elle porte la voix de l’Industrie du Béton sur les sujets d’actualité et d’avenir au niveau national et européen. Elle promeut la préfabrication en béton et son impact social et économique sur l’emploi local, la formation, les chaînes d’approvisionnement, la transition écologique et la maîtrise des coûts.
La FIB propose également des formations. Ainsi, en 2022, elle accroît sa liste de formations en proposant 5 nouvelles Certifications de qualification professionnelle (CQP). Ces formations sont certifiantes et reconnues au sein des conventions collectives.

## Organisation
La FIB est adhérente du MEDEF, de l’AIMCC (Association des industries de produits de construction), de France Industrie, du BIBM (Fédération de l’industrie européenne du béton préfabriqué) et de la Filière Béton.
La FIB est un des premiers adhérents de l’association des acteurs de la filière hors site français, lancée en 2023 pour valoriser la construction hors site.
La FIB est composée de :
- deux commissions Marché Bâtiment et Travaux Publics, elles-mêmes composées de groupes Produit couvrant l’ensemble de l’offre des produits et systèmes du secteur
- seize groupes Produit dont onze dans le secteur du bâtiment et sept dans celui des travaux publics et du génie civil
- cinq commissions transversales, dont la mission est de suivre les sujets d’actualité et de prospective dans les domaines suivants : Economie[15],[16], Emploi Sécurité Formation professionnelle, Technique, Marketing Communication et Responsabilité sociétale des entreprises (RSE)
- sept régions : Nord, Ouest, Sud-Ouest, Sud-Est, Centre-Est, Est, Centre-Ile-de-France.

Conformément à ses statuts, la FIB organise chaque année son assemblée générale,,. La FIB dispose aussi d’un règlement intérieur et d’une charte d’éthique. La fédération publie chaque année son bilan, dans lequel elle évoque les perspectives.

## Présidence
En 2019, Bertrand Bedel est élu à la présidence de la fédération pour un mandat de trois ans renouvelables. Il succède à Philippe Gruat à ce poste et poursuit les travaux initiés par son prédécesseur (rapprochements entre les acteurs de la filière Béton et les organisations professionnelles de l’environnement, valorisation des Smart Systèmes),.
En 2022, Bertrand Bedel est réélu à la présidence de la Fédération de l'Industrie du Béton pour un mandat d'un an,. Il est aussi le président du Centre d'études et de recherches de l'industrie du béton (CERIB),. A cette occasion, il détaille sa feuille de route dans la continuité des travaux déjà mis en place : répondre aux exigences de la RE2020, mettre en avant la dynamique territoriale de proximité du secteur, instaurer la traçabilité des matériaux, inscrire l’industrie du béton dans l’économie circulaire, participer aux travaux de l’éco-organisme de la filière minérale Ecominero, dont la FIB est un des membres fondateurs et actionnaires,.

### Présidents successifs
- 1959-1973 : Monsieur REGENT
- 1973-1979 : Monsieur MULLER
- 1979-1980 : Marc MARESCAUX
- 1980-1981 : Monsieur VAISSAC
- 1981-1983 : Jacques POURTAUD
- 1983-1985 : Christian GREZES
- 1985-1988 : Claude BLOCH
- 1988-1991 : Yvon HEMERY
- 1991-1993 : Christian GREZES
- 1993-1996 : Yvon HEMERY
- 1996-1999 : Jean COLIN[26]
- 1999-2001 : Jean-Paul LESAGE
- 2001-2003 : Denis DIOT[27]
- 2003-2007 : Pierre BROUSSE[28],[29],[30]
- 2007-2011 : Vincent HEMERY[31],[32]
- 2011-2015 : Jean BONNIE[33],[34]
- 2015-2019 : Philippe GRUAT[35],[36],[37],[38]
- 2019- : Bertrand BEDEL[3]

## Communication
La FIB communique régulièrement sur l’évolution de la filière et les chiffres clés du secteur,.
La FIB est aussi interviewée dans les médias, notamment sur le marché, les perspectives économiques de la filière ainsi que sur les aspects techniques, réglementaires et environnementaux de ses produits et systèmes,.
La FIB fait également paraître des enquêtes mensuelles FIB/Xerfi Spécific sur les tendances du marché des produits en béton,,.

### Campagne de communication
La FIB crée régulièrement des outils et supports de communication.
Le groupe Produit Bloc Béton crée l’association pour le développement du bloc lors de l’assemblée générale constitutive du 10 mars 1976. Le groupe lance aussi une autre association en 1995, rebaptisée Blocalians en 2005. En 2006, le groupe Produit Bloc Béton lance une campagne de communication sous la bannière de l’association Blocalians pour valoriser le système constructif Bloc Béton. En parallèle, et dans le cadre de ses activités, le groupe Produit Bloc Béton crée et met à disposition des outils d’information pour les maîtres d’oeuvre et maîtres d’ouvrage.
En 2008, la FIB signe la charte QUALIpreDAL. Elle permet aux fabricants de prédalles et aux entreprises de gros œuvre de formaliser leurs échanges afin d’optimiser la préparation des chantiers et la qualité de leurs travaux. En 2013, à l’occasion de rencontres destinées aux acteurs du marché, la FIB édite divers outils pédagogiques. Ce kit comprend la charte QUALIpreDAL, des recommandations professionnelles, un guide d’application, un carnet de chantier, une vidéo ainsi que des affiches. Une douzaine de réunions sont organisées de février à mai 2013 à travers la France pour échanger sur les bonnes pratiques et diffuser les outils de communication.
En 2016, la FIB, la SNBPE et Cimbéton créent la marque « By Béton » afin de redorer l’image du béton auprès des maîtres d’ouvrage et du grand public. Dans le même temps, ils lancent le site Internet « By Béton ». Il comprend des articles pédagogiques, des mises en avant de bâtiments ou de chantiers, des interviews et une web-série.
En 2012, le groupe Produit FIB Assainissement lance une campagne sur le thème « Gestion responsable de l’eau, solution d’avenir » pour promouvoir l’engagement des industriels du béton en faveur de la gestion responsable de l’eau.
Chaque année, le groupe Produit FIB Assainissement participe au Carrefour des gestions locales de l’eau et au salon Pollutec sous la bannière du Village Béton. En 2016, lors de Pollutec, les professionnels présentent leurs solutions pour la maîtrise des risques d’inondation. En 2024, lors du Carrefour des gestions locales de l’eau, ils donnent une conférence intitulée « Économie circulaire, décarbonation : les tendances des solutions préfabriquées en béton appliquées à la gestion du cycle de l’eau ».
En 2018, la fédération met en place une campagne de communication sur les Smart Systèmes en béton. Un an plus tard, la fédération et le Centre d’études et de recherches de l’industrie du béton organisent une table ronde à Strasbourg sur le thème de l’économie circulaire et des constructions vertueuses grâce aux Smart Systèmes en béton.
En 2024, la FIB dévoile une nouvelle campagne destinée aux professionnels de la construction consacrée à la construction hors site,,. Elle vise à faire connaître les avantages de la préfabrication béton dans un contexte de transition environnementale et de maîtrise des coûts de construction,,,. Intitulée « Préfabrication béton, Le bon calcul », la campagne d’information a pour but de valoriser et développer ce mode de construction s’inscrivant dans la Stratégie nationale bas-carbone. Cette campagne est menée avec l’appui technique et scientifique du CERIB,,. Elle s’articule autour des cinq atouts de la préfabrication béton,, le rôle des adhérents de la FIB, l’organisation d’un road show en régions,,, auprès des maîtres d’œuvre et d’ouvrage et la création du concours « Préfa Béton Les Trophées »,,. Cette action de communication (digitale et print) est complétée par des webinaires destinés aux professionnels.

#### Trophées
En 2010, la FIB organise la 1ère édition des Trophées de l’industrie du béton, intitulée « Acteurs de la Réussite », destinée aux professionnels dont les prescripteurs et les leaders d'opinion. Le jury est présidé par Philippe Pelletier, président du Comité stratégique du Grenelle de l’environnement.
En 2011, la deuxième édition des Trophées de l'industrie du béton, présidée par Serge Grzybowski, président de France GBC, a pour but de mettre en avant les procédés de fabrication, ainsi que les solutions dans les domaines du social, de la formation et de l’environnement.
En 2024, parallèlement à la campagne de communication intitulée « Le Bon Calcul », la Fédération de l'Industrie du Béton lance auprès de ses adhérents la troisième édition des « Trophées de la Préfa béton »,,,. Ce concours se décline en quatre catégories : Technologie & Numérique, Transition Écologique, Engagement Environnemental & Sociétal et Ouvrage exemplaire dans les territoires,,,. La cérémonie de remise des prix se tient à Paris le 6 juin 2024. Un Grand prix est également décerné par le jury présidé par Cécile Maisonneuve,.

### Publications
En 2020, lors de la crise du Covid, la FIB établit des recommandations pratiques en complément des gestes barrières. Ces mesures sont réunies dans un guide de 31 pages.
En 2022, la Fédération de l'Industrie du Béton et le CERIB éditent le « Smart guide de la RE2020 - Construire des logements avec les Smart Systèmes en béton » à destination des professionnels. Ce document détaille la nouvelle réglementation et les réponses apportées par les solutions préfabriquées en béton. Ce guide pédagogique de 24 pages comprend des cas concrets, des outils d’aide à la décision, des fiches chantiers, une web-série, des vidéos témoignages,.
En avril 2023, la FIB et le CERIB publient une plaquette « Vivez des métiers qui construisent l’avenir avec l’industrie du béton » pour valoriser les métiers de la filière.
La FIB, avec l’appui du CERIB, édite régulièrement des outils à destination des acteurs de l’eau, comme en 2022 et 2024 avec le guide « Solutions préfabriquées en béton pour la gestion des eaux pluviales » et la plaquette « La certification NF ANC », et participent au développement du logiciel ODUC+ pour le dimensionnement hydraulique et mécanique des réseaux d’assainissement,,.
La FIB publie également des rapports mensuels portant sur des enquêtes statistiques des produits en béton et les résultats annuels de la profession repris dans le document Economie & Gestion publié avec le concours de Xerfi Specific.

## Lobbying
La Fédération de l'Industrie du Béton mène depuis plusieurs années des actions auprès de l’État concernant l’équité entre les différents matériaux de construction. Ainsi, en 2014, à l’occasion de la réélection de son président, Jean Bonnie, la fédération dénonce le manque d’équité de traitement de la part de l’État entre les différents matériaux de construction. Jean Bonnie regrette la discrimination faite aux produits en béton au profit notamment du bois.
La FIB se mobilise autour de propositions, comme en 2020, afin de relancer la filière. En 2022, la filière béton établit des propositions pour les candidats à l’élection présidentielle et en 2024 à l’occasion des élections législatives.
La FIB indique à la Haute autorité pour la transparence de la vie publique (HATVP), pour l’année 2023, des dépenses de lobbying d’un montant inférieur à 10 000 euros.